# Martin Schlögl
Martin Schlögl (* 12. Mai 1981) ist ein österreichischer Fußballtorwart, der teilweise auch als Torwarttrainer tätig ist.

## Karriere
Schlögl begann seine Karriere beim SV Hoheneich. 1998 wechselte er zum ASV Schrems. Im Jänner 2000 schloss er sich dem Regionalligisten SV Horn an. Im Februar 2000 debütierte er gegen die SV Schwechat in der Regionalliga. Zu Ende der Saison 1999/2000 stieg er mit Horn aus der dritthöchsten Spielklasse ab.
Nach einem Jahr bei Horn wechselte Schlögl im Jänner 2001 zum Regionalligisten SC Zwettl. In seinen eineinhalb Jahren bei Zwettl absolvierte er sechs Regionalligaspiele. Zur Saison 2002/03 schloss er sich den viertklassigen Amateuren des LASK an, mit denen er zu Saisonende in die Regionalliga aufstieg. Im Sommer 2003 wechselte er zum Regionalligisten DSG Union Perg, für den er eine Saison lang in der Regionalliga Mitte aktiv war.
Zur Saison 2004/05 wechselte er zum niederösterreichischen Landesligisten ASK Schwadorf. Nach einem halben Jahr bei Schwadorf schloss Schlögl sich im Jänner 2005 dem Regionalligisten SC Schwanenstadt an. Mit Schwanenstadt stieg er zu Saisonende in die zweite Liga auf. In der Saison 2005/06 kam er zu keinem Einsatz für den Verein.
Daraufhin wechselte er im Sommer 2006 zum Regionalligisten 1. FC Vöcklabruck. Mit Vöcklabruck stieg er 2008 ebenfalls in die zweithöchste Spielklasse auf. Sein Debüt in dieser gab er im August 2008, als er am siebten Spieltag der Saison 2008/09 gegen den SV Grödig in der Startelf stand. Bis Saisonende und dem Abstieg aus der zweiten Liga kam er zu drei weiteren Einsätzen.
Nach dem Abstieg und der Auflösung von Vöcklabruck blieb Schlögl zunächst ein halbes Jahr ohne Verein. Im Jänner 2010 wurde er vom Regionalligisten FC Pasching verpflichtet, für den er jedoch zu keinem Einsatz kam. Zur Saison 2010/11 wechselte er zum fünftklassigen SC Marchtrenk. Mit Marchtrenk stieg er 2013 in die OÖ Liga auf. In dieser kam er in der Saison 2013/14 für Marchtrenk zu 23 Einsätzen.
Schlögl absolvierte in dieser Zeit auch ca. 30 Spiele für die österreichische Beachsoccer Nationalmannschaft unter Trainer Gustav Stieglitz, unter anderem die WM-Qualifikation in Spanien und Italien. Er stand auch im Sichtungskader der BSC Jona in der Schweizer Suzuki Super League.
Zur Saison 2014/15 kehrte Schlögl zum SC Zwettl zurück. In seinen zweieinhalb Jahren bei Zwettl absolvierte er 70 Spiele in der Landesliga. In der Winterpause der Saison 2016/17 wechselte er zum siebtklassigen SCU Nondorf. Im Sommer 2017 schloss er sich dem SV Weitra an.